# Зозулин, Владимир Николаевич
Владимир Николаевич Зозулин (24 марта 1991, Азери (посёлок), Ида-Вирумаа — 12 марта 2022, Украина) — российский военнослужащий, гвардии старший лейтенант. Командир разведывательной роты 217-го гвардейского парашютно-десантного Ивановского полка 98-й гвардейской воздушно-десантной Свирской дивизии Воздушно-десантных войск (2018—2022), участник вторжения России на Украину. Герой Российской Федерации (посмертно, 2022).

## Биография
Родился 24 марта 1991 года в посёлке Азери Ляэне-Вируского уезда Эстонской ССР (ныне — волости Виру-Нигула уезда Ляэне-Вирумаа Эстонской Республики), но детство и юность провёл в Вологодской области.
В 2008 году окончил среднюю школу в селе Борисово-Судское Бабаевского района. По окончании школы поступил, а в 2013 году окончил Рязанское гвардейское высшее воздушно-десантное командное училище имени генерала армии В. Ф. Маргелова (РВВДКУ).
После окончания РВВДКУ служил в 217-м гвардейском парашютно-десантном Ивановском полку 98-й гвардейской воздушно-десантной Свирской дивизии в городе Иваново, где стал командиром разведывательной роты.
С 24 февраля 2022 года участвовал в вторжении России на Украину. Погиб в бою 12 марта 2022 года.
Похоронен на Балинском кладбище в Иваново.
«За героизм, мужество и отвагу, проявленные при исполнении воинского долга», указом президента Российской Федерации от 31 марта 2022 года гвардии старшему лейтенанту Зозулину Владимиру Николаевичу присвоено звание Героя Российской Федерации (посмертно).

## Награды
- Герой Российской Федерации (2022);
- ведомственные медали Министерства обороны Российской Федерации.

## Память
- Улица в Луганске[1]
- Улица в Иваново
- В августе 2022 года в ивановском микрорайоне Московский был организован первый турнир по баскетболу 3x3 среди мужских и юниорских команд памяти Владимира Зозулина[2][3].